# C. S. Lewis
Clive Staples Lewis (pronunciado en inglés: /klaiv steɪplz 'lu:ɪs/, Belfast, Irlanda del Norte, 29 de noviembre de 1898-Oxford, Inglaterra, 22 de noviembre de 1963), popularmente conocido como C. S. Lewis, fue un apologista cristiano anglicano, medievalista, y escritor británico, reconocido por sus obras de ficción, especialmente por su saga Las crónicas de Narnia. También fue crítico literario, académico de la universidad de Oxford en el Magdalen College y locutor de radio norirlandés. Lewis escribió novelas como Cartas del diablo a su sobrino y la Trilogía cósmica con temáticas apologéticas cristianas, y ensayos apologéticos (mayormente en forma de libro) como Mero Cristianismo, Los milagros y El problema del dolor, entre otros.
Lewis fue un amigo cercano de J. R. R. Tolkien, el autor de El Señor de los Anillos. Ambos autores fueron prominentes figuras de la facultad de inglés de la Universidad de Oxford y miembros activos del grupo literario informal de Oxford conocido como los "Inklings". De acuerdo a sus memorias denominadas Sorprendido por la alegría, Lewis fue bautizado en la Iglesia de Irlanda cuando nació, pero durante su adolescencia se alejó de su fe y se definió como ateo. Debido a la influencia de Tolkien y otros amigos, cuando tenía cerca de 30 años, Lewis se reconvirtió al cristianismo, siendo "un seglar muy común de la Iglesia de Inglaterra". Su conversión tuvo un profundo efecto en sus obras, y sus transmisiones radiofónicas en tiempo de guerra sobre temas relacionados con el cristianismo fueron ampliamente aclamadas. 
En 1956 contrajo matrimonio con la escritora estadounidense Joy Gresham, 17 años menor que él, que falleció cuatro años después a causa de un cáncer óseo, a la edad de 45 años. Lewis murió tres años después de su esposa, en 1963, debido a una insuficiencia renal.
Las obras de Lewis han sido traducidas a más de 30 idiomas, y ha vendido millones de copias a través de los años. Los libros que componen Las crónicas de Narnia han sido los más vendidos y se han popularizado en el teatro, la televisión y el cine. Ejemplos de ello incluyen la serie de televisión de la BBC en 1988, la adaptación al cine de El león, la bruja y el armario en 2005, El príncipe Caspian en 2008, y La Travesía del Viajero del Alba en 2010. El éxito de estas últimas producciones ha llevado a iniciar los proyectos de adaptación de La Silla de Plata, y Cartas del diablo a su sobrino.

## Biografía

### Infancia
Clive Staples Lewis nació en Belfast, capital de Irlanda del Norte, el 29 de noviembre de 1898. Su padre fue Albert James Lewis (1863-1929), un abogado cuyo padre (Richard; abuelo de C. S. Lewis), había ido a Irlanda desde Gales durante la mitad del siglo XIX. Su madre fue Florence (Flora) Augusta Lewis (1862-1908), quien estando soltera se apellidaba Hamilton, y era hija de un sacerdote (anglicano) de la Iglesia de Irlanda. Tuvo un hermano mayor, Warren Hamilton Lewis (Warnie).
A la edad de cinco años, al poco tiempo después de que su perro Jacksie muriera atropellado por un automóvil, Lewis anunció que su nombre sería Jacksie. Al principio respondería sólo a ese nombre, pero después aceptó que lo llamaran Jack, nombre por el cual fue conocido entre sus amigos y su familia para el resto de su vida. Cuando tenía siete, su familia se mudó a "Little Lea", la casa que el mayor Sr. Lewis construyó para la Sra. Lewis, en el área de Strandtown, al este de Belfast. Cuando Lewis tenía nueve años, su madre falleció debido a un cáncer.
En un comienzo la enseñanza de Lewis fue a través de tutores privados antes de ser enviado al Wynyard School en Watford, Hertfordshire, en 1908. Su hermano asistía desde hacía tres años a ese colegio. El colegio se vio forzado a cerrar sus puertas poco tiempo después, debido a que tenía pocos alumnos, tras lo cual el rector Robert "Oldie" Capron fue forzado a ingresar a una clínica psiquiátrica. Lewis cuenta en su autobiografía que después le pondría el sobrenombre de "Belsen". El biógrafo Alan Jacobs ha especulado que la atmósfera de Wynyard traumatizó profundamente a Lewis y fue responsable de que desarrollara "fantasías ligeramente sadomasoquistas". Después de que Wynyard cerrara, Lewis asistió al Campbell College, al este de Belfast, a una milla de su casa. Pero después de pocos meses dejó de asistir, debido a problemas respiratorios. Como resultado de su enfermedad, Lewis fue enviado al pueblo de Malvern, Worcestershire, que tenía un clima más saludable, donde asistió al colegio preparatorio Cherbourg House (llamado "Chartres" en la autobiografía de Lewis).
En septiembre de 1913, Lewis se matriculó en el Malvern College, donde permanecería hasta junio del año siguiente. Fue en esta época cuando el joven Lewis de 15 años de edad abandonó la fe cristiana de su niñez, y se convirtió en un ateo interesado por la mitología y el ocultismo. Desde pequeño, Lewis tuvo una fascinación con el antropomorfismo animal, enamorándose de las historias de Beatrix Potter y, a menudo, escribiendo e ilustrando sus propias historias de animales. Él y su hermano Warnie crearon el mundo de Boxen, habitado y gobernado por animales. Lewis amaba leer, y la casa de su padre estaba llena de libros. Solía pensar que encontrar un libro que no hubiera leído eran tan fácil como "encontrar una aguja en un pajar."
Después de pasar por diversas escuelas, en 1914, Lewis acabó estudiando con un tutor privado, W. T. Kirkpatrick, en Great Bookham, Surrey. Gracias a su formación, obtuvo en 1916 una beca para estudiar en la Universidad de Oxford.

### Oxford

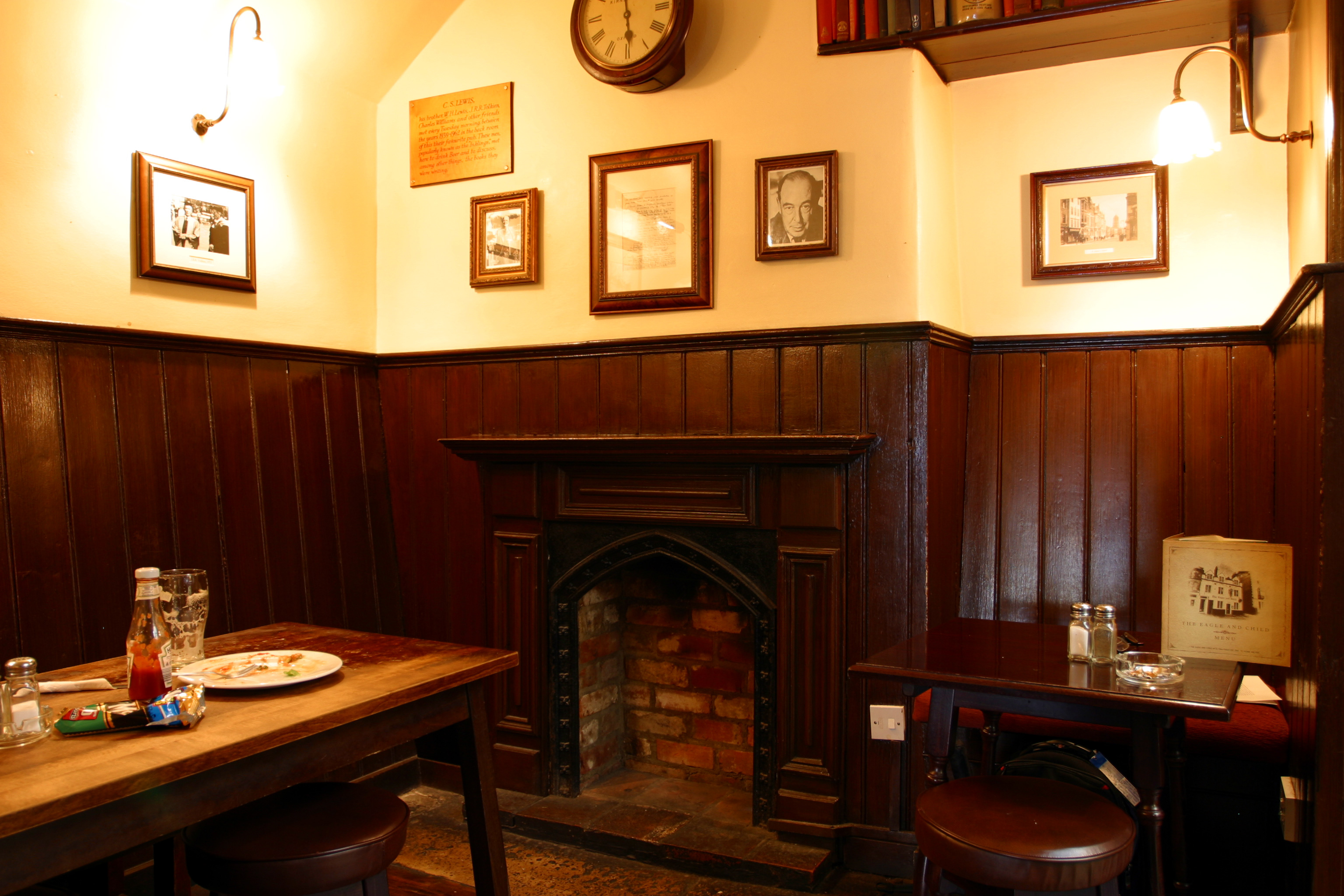
Interior del pub Eagle and Child, en Oxford, lugar de reunión de C. S. Lewis con el resto de los Inklings.

Poco tiempo después de comenzar sus estudios en Oxford, fue llamado a filas durante la Primera Guerra Mundial, por lo que sus estudios se vieron interrumpidos. En 1918 fue licenciado del ejército al ser herido en la batalla de Arrás, por lo que pudo retomar sus estudios en Oxford.
En 1925 fue nombrado profesor de lengua y literatura inglesas en el Magdalen College. Al año siguiente conoció a J. R. R. Tolkien, con quien funda en 1939, junto a Charles Williams y Owen Barfield, el Club de los Inklings para discutir sobre literatura y filosofía.
Siendo agnóstico declarado en su autobiografía, afirmaría que fueron dos autores quienes lo movieron en un principio a acercarse al cristianismo: el escocés George MacDonald y el inglés G. K. Chesterton con su libro El hombre eterno. A su vez afirmaría en la mencionada Autobiografía que siendo joven, mientras vivía en Belfast, le habían aconsejado que no se acercara a los papistas, y cuando ingresó en la Universidad, le aconsejaron que no se acercara a los filólogos. Pero en una oportunidad, Lewis dijo que J. R. R. Tolkien "era ambas cosas".
Con Tolkien, Lewis trabó una duradera amistad que se vio interrumpida pero nunca rota. Lewis fue un gran apoyo para Tolkien en cuanto a la creación de su Tierra Media, ya que era Lewis quien oía sin parar a Tolkien recitándole su novela, al igual que hacían con otras obras, tales como la Iliada y la Odisea de Homero o la Divina Comedia de Dante; y así, Lewis alentó siempre a J.R.R. a que terminara su obra.
Las obras más famosas de C.S Lewis son:
- La Trilogía Cósmica, formada por las novelas de ciencia ficción: Más allá del Planeta Silencioso, Perelandra, y Esa horrible fortaleza;
- Las crónicas de Narnia, una colección de siete novelas de fantasía formadas por El león, la bruja y el armario, El príncipe Caspian, La travesía del Viajero del Alba, La silla de plata, El caballo y el muchacho, El sobrino del mago, y La última batalla.

Muchas de las ideas de la Trilogía Cósmica, en particular su oposición a la deshumanización tal como se la retrataba en el tercer libro, se presentan de manera más formal en La abolición del hombre (The Abolition of Man), basado en una serie de conferencias a cargo de Lewis en la Universidad de Durham en 1943. Se trataba de un libro que, en el decir del propio Lewis, era su favorito dentro de su propia producción aunque reconocía que en general había sido ignorado por el público.
En la mayoría de sus novelas de ficción incluía numerosos elementos religiosos, y también escribió varias obras de tema cristiano.

### Conversión al cristianismo
Aunque fue criado en una familia religiosa de la Iglesia de Irlanda, Lewis fue ateo la mayor parte de su juventud. Su separación del cristianismo comenzó cuando empezó a ver su religión como una tarea y un deber. También adquirió interés en el ocultismo mientras sus estudios lo llevaban a ello. Lewis citaba a Lucrecio como quien tenía el argumento más fuerte a favor del ateísmo:

Nequaquam nobis divinitus esse paratam
Naturam rerum; tanta stat praedita culpa
Si Dios hubiera diseñado el mundo, no sería
un mundo tan frágil y defectuoso como lo vemos

Mientras que en su juventud Lewis intelectualmente era ateo, después diría en su autobiografía (Sorprendido por la Alegría) que en realidad él estaba "muy molesto con Dios por no existir". Influenciado por argumentos de sus colegas cristianos en Oxford, principalmente por su amigo J. R. R. Tolkien, por el libro de G. K. Chesterton El Hombre Eterno, como también por el escocés George MacDonald y sus cuentos fantásticos, lentamente fue identificándose con el cristianismo. En 1929 vino a creer en la existencia de Dios, aunque peleó fieramente en contra de ella. Describió su lucha intelectual en su autobiografía: 

Me tienen que imaginar estando solo en Magdalen, noche tras noche, sintiendo, cada vez que mi mente se alejaba por unos segundos de mi trabajo, el lento venir de Él a quien yo honestamente había tratado de no conocer. A aquel a quien yo le había temido finalmente me alcanzó. En 1929 me entregué, y admití que Dios era Dios, y me arrodillé y oré. A lo mejor, aquella noche yo era el converso más desanimado e indispuesto de toda Inglaterra.
Sorprendido por la Alegría

En 1931, después de una larga discusión con Tolkien y otro de sus amigos cercanos (Hugo Dyson), Lewis se convirtió al cristianismo y, en contra de lo querido por Tolkien (quien hubiera querido que se uniera a la Iglesia Católica), se unió a la Iglesia de Inglaterra. El propio Lewis escribió al respecto: 

Entré al cristianismo pateando y gritando.

Aunque era anglicano, los conocimientos del catolicismo de Lewis se revelan en algunos de sus escritos (lo cual sugeriría cierta inclinación). Por otro lado, en su libro Cartas del diablo a su sobrino, el demonio Screwtape (Escrutopo) aparece recomendando tentaciones con ciertos pecados más que con otros para hacer perder la salvación al creyente, validando así la doctrina cristiana del pecado mortal, e implicando que posiblemente Lewis creía en el sistema católico de clasificación de pecados y penitencias. Sin embargo, se debe señalar que Lewis también escribe en el prefacio: "Lectores, os aconsejo recordar que el diablo es un mentiroso. No todo lo que Screwtape dice se debe asumir como verdad, incluso desde su propio ángulo."
A. N. Wilson, en su libro C. S. Lewis, Biografía, señala la siguiente cita de Lewis respecto a un libro que este escribió titulado Reflexiones sobre los Salmos:

...¿Acaso en el purgatorio veremos nuestros rostros y oiremos nuestra voz tal como era en realidad?
C. S. Lewis, Biografía

### Matrimonio con Joy Gresham
Joy Gresham, cuyo nombre de soltera era Helen Joy Davidman, provenía de una familia judía. Atea y comunista, se había casado a los veintisiete años con  Bill Gresham. Tuvieron sus dos hijos en rápida sucesión —David, nacido en 1944, y Douglas en 1945— pero no todo andaba bien en el matrimonio. Bill Gresham era alcohólico y mujeriego compulsivo. Devastada al descubrir una nueva infidelidad de su esposo a escasos seis meses del nacimiento de Douglas, Joy tuvo una experiencia con Cristo en 1946.

Todas mis defensas —las murallas de arrogancia, certidumbre y egoísmo que habían ocultado a Dios— se derrumbaron... y entró Dios.
Helen Joy Gresham

Al principio, Bill Gresham acompañó esa nueva etapa religiosa en la vida de su esposa, pero pronto declaró que no era cristiano y que probablemente nunca lo sería. Además, admitió que le había sido infiel una vez más. En febrero de 1951, Joy puso fin a la relación física con Bill Gresham, al tiempo que florecía la correspondencia con C. S. Lewis, iniciada en enero de 1950. Joy y Lewis nunca se habían visto en persona. Mantenían hasta entonces una fluida relación epistolar, inspirada por la obra literaria y los libros sobre cristianismo de Lewis, por los cuales Joy se sentía fuertemente atraída.

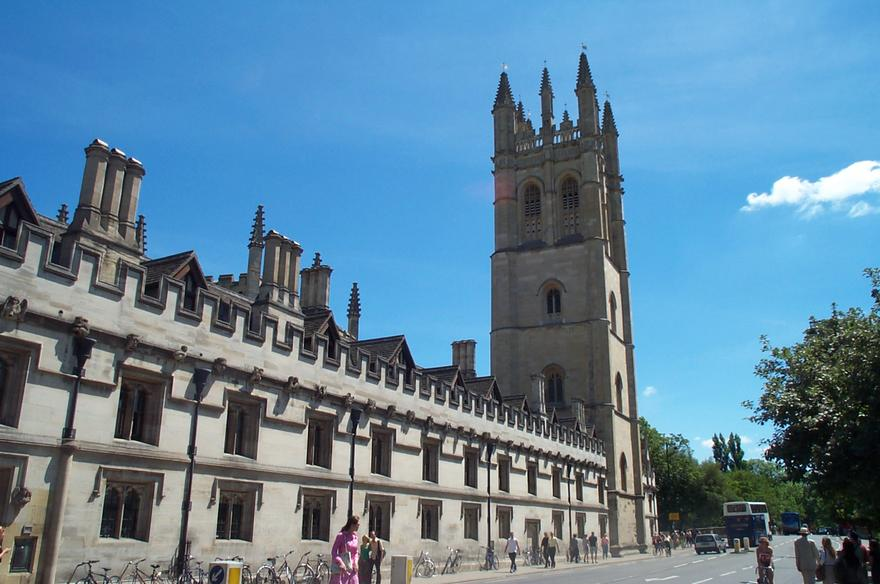
Magdalen College, Oxford.

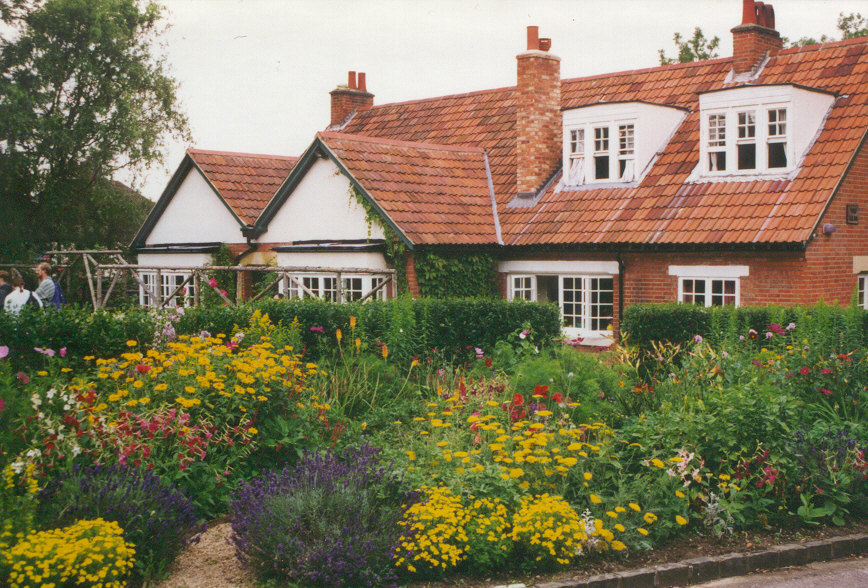
The Kilns, la casa de C. S. Lewis en Oxford.

Joy se trasladó de su nativa Nueva York a Inglaterra en septiembre de 1952, y allí conoció personalmente a Lewis. Regresó a Londres donde se alojaba, pero semanas más tarde, Lewis la invitó a un almuerzo en el Magdalen College, Universidad de Oxford.
Cuando le fue rehusada a Joy su residencia en Inglaterra a comienzos de 1956, Lewis decidió casarse con ella para que pudiera permanecer en el país. La ceremonia civil que unió a Joy y Lewis, acordada íntimamente en principio como un «matrimonio por conveniencia», se celebró el 23 de abril de 1956, y se mantuvo en secreto.
Durante todo el verano, Joy experimentó dolores en una pierna, pero los médicos diagnosticaban reumatismo. En octubre, Joy sufrió la quebradura de uno de sus huesos, resultante de la enfermedad que en verdad padecía: cáncer óseo. En una carta redactada en noviembre a un destinatario en Estados Unidos, Lewis escribió: «Podría ser pronto, en rápida sucesión, un novio y un viudo» (I may be soon, in rapid succession, a bridegroom and a widower).
En diciembre, Lewis decidió revelar su casamiento del mes de abril, y sin dar ningún tipo de explicación adicional, anunció en el ejemplar del periódico The Times publicado en Nochebuena:

Tuvo lugar el matrimonio entre el profesor C. S. Lewis, del Magdalen College, Oxford, y la señora Joy Gresham, actualmente paciente en el Hospital Churchill, Oxford.

Los lectores dieron por supuesto que la boda había tenido lugar en diciembre. Ella tenía entonces 40 años, y él 57. Ambos habían sostenido en sus escritos que los cristianos divorciados no habrían de casarse de nuevo mientras su primer cónyuge estuviera vivo, y Bill Gresham no había muerto. Pero antes de su matrimonio con Joy, Bill se había casado una vez, y además ellos no eran cristianos cuando contrajeron nupcias. Lewis concluyó que eso invalidaba el primer matrimonio de Joy a los ojos de la Iglesia y hacía posible su casamiento con Joy en una celebración cristiana. Pero Harry Carpenter, obispo de Oxford, rehusó la petición de Lewis. Según el hijo de Carpenter, su padre no se oponía a ese matrimonio en sí, pero sentía que si lo aprobaba para un hombre tan famoso, resultaría asediado por una multitud de peticiones similares.
Por entonces, Lewis supo que a uno de sus antiguos estudiantes, el padre Peter Bide, se le acreditaban a veces respuestas milagrosas a sus plegarias de sanación. Los médicos ya no daban esperanzas a Joy, y a lo sumo tratarían de aliviar sus sufrimientos antes de morir. Lewis le pidió entonces a Peter Bide que viniera a Oxford, impusiera sus manos a Joy y orara por su salud. Cuando Bide llegó, surgió el tema del matrimonio. Bide escuchó con atención el razonamiento de Lewis y lo consideró sólido por lo que, sin permiso del obispo local, ofició la celebración matrimonial que tuvo lugar el 21 de marzo de 1957, al lado de la cama de hospital de la paciente.
El amor que se prodigaban Lewis y Joy era por entonces evidente. Lewis declaró que él tenía a sus sesenta la alegría que la mayoría de los hombres tienen a sus veinte, en tanto que Joy escribía a sus amigas que él era un gran amante. Ambos fueron de luna de miel a Irlanda. Con todo, la relación de Lewis y Joy resultó en desilusión para su amigo J. R. R. Tolkien quien, católico, no apreciaba a Joy y no aprobaba aquel matrimonio.
Joy logró reponerse por algún tiempo. Aunque Lewis no hablaba de ello, consideraba el mejoramiento de Joy como un milagro. Ella se repuso marcadamente en 1957, y disfrutaron de un año sin que el mal se interpusiera en su felicidad. Pero el cáncer retornó de forma agresiva hacia fines de 1959. Viajaron a Grecia el 3 de abril de 1960, pero regresaron el día 14. Joy sucumbió a la enfermedad el 13 de julio de 1960. Lewis escribió sobre ello en su libro titulado Una pena en observación.

### Fallecimiento
C. S. Lewis falleció en Oxford el 22 de noviembre de 1963, a los 64 años de edad.
Fue incluido en el calendario de santos de la Iglesia episcopal en los Estados Unidos. Su festividad es el 22 de noviembre.

## En la cinematografía
En 1993, Richard Attenborough dirigió Tierras de Penumbra, que trata de la relación de C. S. Lewis con su esposa Joy Gresham. Es una historia que el guionista William Nicholson había llevado anteriormente a la televisión, en una producción que logró dos premios BAFTA.
La serie de novelas de C. S. Lewis Las Crónicas de Narnia también fue llevada a la pantalla en un conjunto de películas de fantasía distribuidas por Walt Disney Pictures (y su subsidiaria, Walden Media) y 20th Century Fox. Ese conjunto consta hasta hoy de tres películas de una heptalogía planeada: Las crónicas de Narnia: el león, la bruja y el armario (2005), Las crónicas de Narnia: el príncipe Caspian (2008) y Las crónicas de Narnia: la travesía del Viajero del Alba (2010).
Lewis es uno de los dos personajes de la obra de teatro de 2009 Freud's Last Session de Mark St. Germain, que imagina un encuentro entre Lewis, de 40 años, y Sigmund Freud, de 83, en la casa de Freud en Hampstead, Londres, en 1939, cuando la Segunda Guerra Mundial está a punto de estallar. La adaptación cinematográfica homónima corrió a cargo del director Matthew Brown en 2023, con Anthony Hopkins y Matthew Goode interpretando respectivamente a Sigmund Freud y C. S. Lewis.

## Eponimia
El asteroide (7644) Cslewis fue nombrado así en su memoria.

## Obras

### De ficción
- El regreso del peregrino: una apología alegórica del cristianismo, la razón y el romanticismo (The Pilgrim's Regress: an allegorical apology for Christianity, reason and romanticism, 1933), trad. de Eva Rodríguez Halffer,  publicada por Planeta en 2008.
- Trilogía Cósmica (Space Trilogy) 1938-1945
  - Lejos del planeta silencioso (Out of the Silent Planet, 1938), trad. de Magdalena Barrera, publicada por Ediciones Encuentro en 1994.
  - Perelandra: viaje a Venus (Perelandra. Voyage to Venus, 1943), trad. de María Teresa López García por Ediciones Encuentro en 1993.
  - Esa horrible fuerza (That Hideous Strength, 1945), trad. de Elvio E. Gandolfo, publicado por Ediciones Encuentro en 1995.

- Cartas del diablo a su sobrino (The Screwtape Letters, 1942), trad. de Miguel Marías, publicada por Ediciones Rialp en 1993.

- El gran divorcio: un sueño (The Great Divorce, 1945), trad. de José Luis del Barco, publicada por Ediciones Rialp en 1997.

- Las crónicas de Narnia (The Chronicles of Narnia)
  - El león, la bruja y el armario (The Lion, the Witch and the Wardrobe, 1950), trad. de Salustiano Masó, publicado por Alfaguara en 1999.
  - El príncipe Caspian (Prince Caspian, 1951),
  - La travesía del Viajero del Alba (The Voyage of the Dawn Treader, 1952)
  - La silla de plata (The Silver Chair, 1953)
  - El caballo y el muchacho (The Horse and His Boy, 1954)
  - El sobrino del mago (The Magician's Nephew, 1955)
  - La última batalla (The Last Battle, 1956)
- Mientras no tengamos rostro: retorno a un mito (Till We Have Faces: a Myth Retold, 1956), trad. de Luis Magrinyá, publicada por Ediciones Rialp en 1998.

### No ficción
- La imagen del mundo: introducción a la literatura medieval y renacentista (The Discarded Image: An Introduction to Medieval and Renaissance Literature, 1964), trad. de Carlos Manzano, publicada por Ediciones Península en 1997.
- La alegoría del amor (1936) (The Allegory of Love, trad. Delia Sampietro, Buenos Aires, 1953)
- El problema del dolor (1940)
- La abolición del hombre (1944)
- Mero cristianismo (1952) Trilema de Lewis
- English Literature In the Sixteenth Century Excluding Drama (1954)
- Sorprendido por la alegría (1955)[18]
- Reflexiones sobre los Salmos (1958)
- Studies in Words (1960)
- Los cuatro amores (1960)
- Una pena en observación (1961)
- Crítica literaria. un experimento (1961)
- Prayer: Letters to Malcolm (1963)
- The Weight of Glory, and Other Addresses
- They Asked for a Paper
- C.S. Lewis. Los milagros. Ediciones Encuentro. ISBN 978-84-7490-993-7.
- C.S. Lewis. Cartas sobre Narnia. Ediciones Encuentro. ISBN 978-84-9920-065-1.
- Dios en el banquillo (publicado póstumamente en 1970, aunque los ensayos que incluye ya habían aparecido en: Undeceptions: Essays on Theology and Ethics.)